# Cassien de Nantes
Pour les articles homonymes, voir Cassien.
Cassien de Nantes (Nantes, 14 janvier 1607 - Gondar, 7 août 1638), est un capucin français martyrisé en Éthiopie et reconnu bienheureux par l'Église catholique.

## Biographie
Né Gonzalve Vaz Lopez-Netto, issu d'une famille de négociants portugais, il est baptisé à l'Église Saint-Similien. Après avoir fait ses études au collège de Saint-Clément, il entre chez les capucins d'Angers où il reçoit le prénom de « Cassien ». Il fait ses études théologiques à Rennes où il est ordonné prêtre. Ses supérieurs l'envoie, en compagnie de son confrère, le Père Agathange de Vendôme, vers la résidence du Caire afin d'y travailler à l'union des Coptes avec Rome.
Les deux missionnaires donnent tous leurs soins à apprendre l'arabe ; ils se préparent ensuite à pénétrer en Éthiopie en apprenant la langue amharique. C'est vêtus en moines coptes qu'après le traditionnel pèlerinage à Jérusalem ils tentent d'entrer dans l'Empire du Lion de Juda ; mais une mission protestante les a précédés. Ils sont saisis au débarquement et conduits devant le roi de Gondar. Poussé par le clergé local monophysite, celui-ci les condamne à la pendaison. Cassien est béatifié par Pie X le 1er janvier 1905 .